# Sergio Gutiérrez Prieto

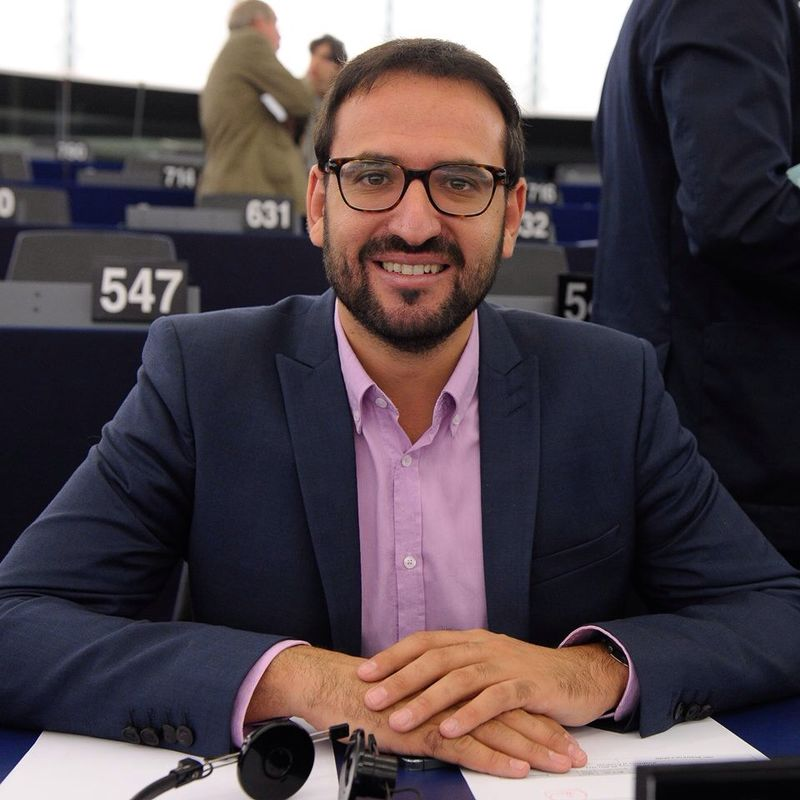
Sergio Gutiérrez Prieto, 2014

Sergio Gutiérrez Prieto (* 11. Juli 1982 in Escalona, Provinz Toledo) ist ein spanischer Politiker der sozialdemokratischen PSOE. Seit 2007 ist er Generalsekretär der PSOE-Jugendorganisation Juventudes Socialistas de España, seit 2010 zudem Mitglied des Europäischen Parlaments.

## Leben
Gutiérrez Prieto studierte Rechtswissenschaft an der Universität Complutense Madrid, wo er 2005 seinen Abschluss machte. Bereits zuvor war er in zahlreichen politischen Gremien aktiv: Unter anderem war er 1999 bis 2004 Vorsitzender der Unión Progresista de Estudiantes, einer der PSOE nahestehenden Studentenorganisation. Von 2000 bis 2003 war er Sprecher der regionalen Organisationsplattform von Studentenprotesten gegen zwei von der konservativen Regierung unter José María Aznar (PP) verabschiedeten Bildungsgesetze; von 2003 bis 2007 war er Mitglied im Leitungsausschuss des Dachverbands der der PSOE nahestehenden spanischen Studentenorganisationen.
Seit 2000 gehörte Gutiérrez dem Provinzvorstand der PSOE von Toledo und dem Regionalvorstand der PSOE von Kastilien-La Mancha an. 2003 bis 2004 war er Koordinator für politische Aktion der Juventudes Socialistas de España (JSE) und seit 2004 Generalsekretär der Partei in seinem Geburtsort Escalona. 2006 wurde er zum stellvertretenden Generalsekretär, 2007 zum Generalsekretär der JSE gewählt. Seitdem ist er qua Amt auch Mitglied im Bundesvorstand der PSOE. Im selben Jahr wurde er auch Mitglied der Kommunalregierung von Escalona, wo er für Fremdenverkehr und Jugend zuständig ist.
Bei der spanischen Parlamentswahl 2004 trat Gutiérrez in der Provinz Toledo auf Platz 3 der PSOE-Liste für das Abgeordnetenhaus an, konnte jedoch kein Mandat erzielen. Bei der spanischen Parlamentswahl 2008 trat er als Listenzweiter der Provinz Toledo für den Senat, scheiterte jedoch erneut.
Bei der Europawahl in Spanien 2009 trat Gutiérrez auf Platz 22 der PSOE-Liste an. Da die PSOE nur 21 Mandate erzielte, zog er zunächst nicht in das Europäische Parlament ein. Er erhielt allerdings einen Beobachterstatus, da nach der im Vertrag von Lissabon vorgesehenen Erweiterung des Parlaments Spanien weitere Sitze zustehen würden, von denen einer an die PSOE gehen sollte. Obwohl diese Erweiterung des Parlaments auch nach Inkrafttreten des Vertrags zunächst nicht umgesetzt wurde, konnte Gutiérrez am 19. Juli 2010 sein Mandat im Europäischen Parlament als Nachrücker für Magdalena Álvarez aufnehmen.

## Politische Positionen
Zu den von Sergio Gutiérrez als JSE-Generalsekretär vertretenen Positionen gehören die Absenkung des Wahlalters auf 16 Jahre, die Legalisierung der Sterbehilfe, eine Vermehrung des sozialen Wohnungsbau und die Anhebung des Mindestlohns in Spanien von rund 600 auf 1000 Euro.
Im EU-Parlament gehört er seit 2010 der Fraktion der Progressiven Allianz der Sozialdemokraten im Europäischen Parlament an und ist Mitglied im Ausschuss für Landwirtschaft und ländliche Entwicklung und in der Delegation im Ausschuss für parlamentarische Kooperation EU-Russland.
Als Stellvertreter ist er im Ausschuss für Beschäftigung und soziale Angelegenheiten sowie in der Delegation für die Beziehungen zur Arabischen Halbinsel.